# Lophius americanus
Espèce
Lophius americanus, communément appelé la Baudroie d'Amérique, est une espèce de poissons marins de la famille des Lophiidae et qui se rencontre dans l'Atlantique Ouest.

## Répartition
Lophius americanus se rencontre depuis la province de Terre-Neuve-et-Labrador au Canada jusqu'au Nord-Est de la Floride aux États-Unis. Toutefois elle se fait rare dans les eaux côtières à partir du Sud de la Caroline du Nord.
Cette espèce est présente aux profondeurs comprises entre 0 et 800 m. Elle accepte une grande latitude de températures allant de 0 à 21 °C.

## Description
La Baudroie d'Amérique peut atteindre la taille maximale de 120 cm mais sa taille habituelle est d'environ 90 cm. Son poids record est de 22,6 kg et sa longévité pourrait atteindre les trente ans.
La Baudroie d'Amérique est plutôt unique par son apparence et n'a pas de cousin avec lequel on pourrait la confondre dans les eaux du golfe Saint-Laurent, où elle est toujours pêchée en moindre importance avec d'autres poissons (plies, sébaste atlantique, morue…). Ses surnoms témoignent de son aspect monstrueux : son immense bouche comporte plusieurs épines et une forte denture, peut engloutir des proies plus grosses qu'elle et fait au moins le double de la largeur de la queue et presque l'équivalent en longueur. Son corps aplati dorso-ventralement se dissimule bien dans les fonds marins et la baudroie possède deux épines érectiles bien en avant sur la tête, dont la première (illicium) est munie d'un appât, ressemblant à une peau déchirée ou une algue. C'est d'ailleurs cette peau, et celle en excroissances sur le contour de la tête et du corps, qui peut rapprocher vaguement la baudroie de l'hémitriptère atlantique (plus petit, plus haut que large, famille des Cottidae), un autre prédateur usant de camouflage. Les nageoires pectorales de la baudroie sont comme de gros éventails non loin de la tête et ses nageoires pelviennes comme de petites mains en dessous de la tête.

## Gastronomie
Sa chair se loge surtout dans la queue (corps), un peu dans les « épaules » et les joues ; elle est très blanche et molle, devenant ferme à cuisson, la prédestinant aux soupes et au gril et la rapprochant, en texture, de la chair des crustacés. Les filets qu'on en tire sont épais et sans arêtes. Les connaisseurs vous diront que son foie est aussi excellent. L'animal est recouvert d'une douce peau sans écailles et très élastique, en dessous de laquelle une autre membrane mince recouvre la chair, pouvant être nuisible à la cuisson. Quoique beaucoup moins que chez la morue, on retrouve des vers parasites dans la chair de baudroie, dont l'opacité peut les dissimuler davantage. Elle est très prisée des Européens et des Nord-Américains. Les cuisiniers connaissent peut-être davantage l'appellation lotte pour ce poisson[réf. nécessaire].

### En français
- Baudroie
- Lotte

### En anglais
- Goosefish
- Monkfish